# Antonio Urrea Hernández
Pour les articles homonymes, voir Antonio Hernández, Hernández et Urrea.
Antonio Urrea (ou Antonio Hernández Urrea), né le 18 février 1888 à Mazarrón, mort le 15 novembre 1999 à Barcelone, est un supercentenaire espagnol qui fut l'homme le plus vieux du monde entre la mort du japonais Denzo Ishizaki et sa propre mort à l'âge de 111 ans et 270 jours. Il a également été doyen des Espagnols et avec sa femme Isabel Tossas-Bordanova, il détient le record du mariage le plus long d'Espagne, d'une durée de 81 ans. Son record de vieillesse en Espagne est battu par Joan Riudavets Moll avec ses 114 ans.